# Raspberry Pi
La Raspberry Pi es una serie de ordenadores monoplaca u ordenadores de placa simple (SBC por las siglas del anglicismo Single Board Computer) de bajo costo desarrollado en el Reino Unido por la Raspberry Pi Foundation, con el objetivo de poner en manos de las personas de todo el mundo el poder de la informática y la creación digital. Si bien el modelo original buscaba la promoción de la enseñanza de informática en las escuelas, este acabó siendo más popular de lo que se esperaba, hasta incluso vendiéndose fuera del mercado objetivo para usos como robótica. No incluye periféricos (como teclado y ratón) o carcasa.
De igual manera, algunos accesorios han sido incluidos en bastantes paquetes oficiales y no oficiales.
Aunque no se indica expresamente si es hardware libre o con derechos de marca, en su web oficial explican que disponen de contratos de distribución y venta con dos empresas, pero al mismo tiempo cualquiera puede convertirse en revendedor o redistribuidor de las tarjetas Raspberry Pi, por lo que da a entender que es un producto con propiedad registrada, manteniendo el control de la plataforma, pero permitiendo su uso libre tanto a nivel educativo como particular.
En cambio, el software sí es de código abierto, siendo su sistema operativo oficial una versión adaptada de Debian, denominada Raspberry Pi OS, aunque permite usar otros sistemas operativos, incluido una versión de Windows 10. En todas sus versiones, incluye un procesador Broadcom, memoria RAM, GPU, puertos USB, HDMI, Ethernet (el primer modelo no lo tenía), 40 pines GPIO (desde la Raspberry Pi 2) y un conector para cámara. Ninguna de sus ediciones incluye memoria, siendo esta en su primera versión una tarjeta SD y en ediciones posteriores una tarjeta MicroSD.
La fundación da soporte para las descargas de las distribuciones para arquitectura ARM, Raspberry Pi OS (derivada de Debian), RISC OS 5, Arch Linux ARM (derivado de Arch Linux) y Pidora (derivado de Fedora) y promueve principalmente el aprendizaje del lenguaje de programación Python. Otros lenguajes también soportados son Tiny BASIC, C, Perl y Ruby.
La organización detrás de la Raspberry Pi consiste en dos brazos. Los primeros modelos fueron desarrollados por la Raspberry Pi Foundation. Después de que la Raspberry Pi 1 Modelo B fuese lanzado, la fundación creó Raspberry Pi Trading, con Eben Upton como CEO, para desarrollar el tercer modelo, el Raspberry Pi Modelo 1 B+. Raspberry Pi Trading es responsable de desarrollar la tecnología, mientras que la fundación es una organización sin fines de lucro educativa que tiene como objetivo promocionar la enseñanza de informática en escuelas y países en desarrollo.

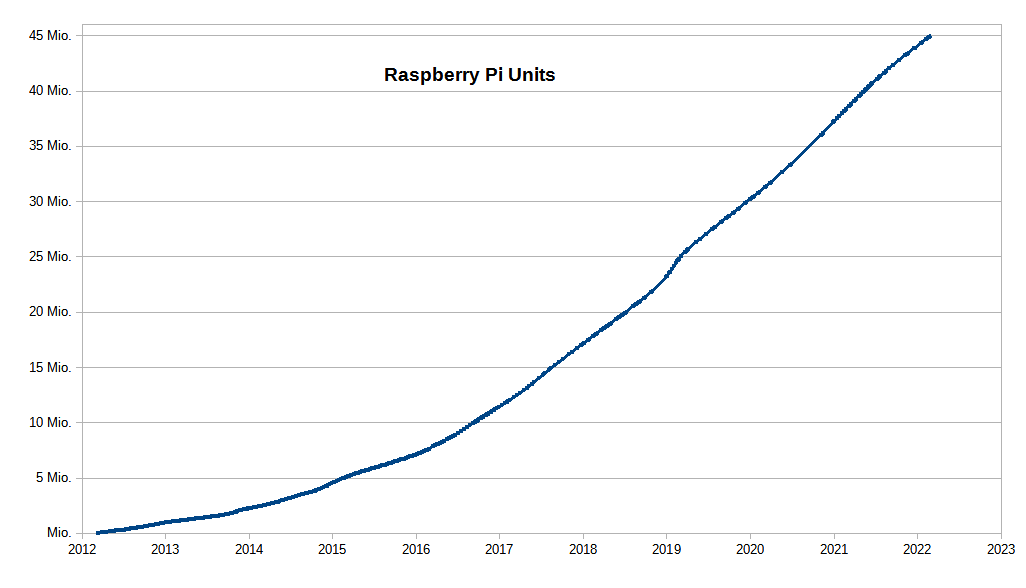
Unidades vendidas de Rasperry Pi

De acuerdo a la Raspberry Pi Foundation, más de cinco millones de Raspberry Pi fueron vendidas en febrero de 2015, haciéndola la computadora británica mejor vendida. En noviembre de 2016 vendieron once millones de unidades, y 12.5 millones en marzo de 2017, haciéndolo el tercer mejor vendido "computador de propósito general". En julio de 2017, las ventas alcanzaron cerca de 15 millones. En marzo de 2018, las ventas alcanzaron 19 millones.
La mayoría de Raspberry Pis son hechas en una fábrica de Sony en Pencoed, Gales; algunas son hechas en países asiáticos como China o Japón.

## Historia

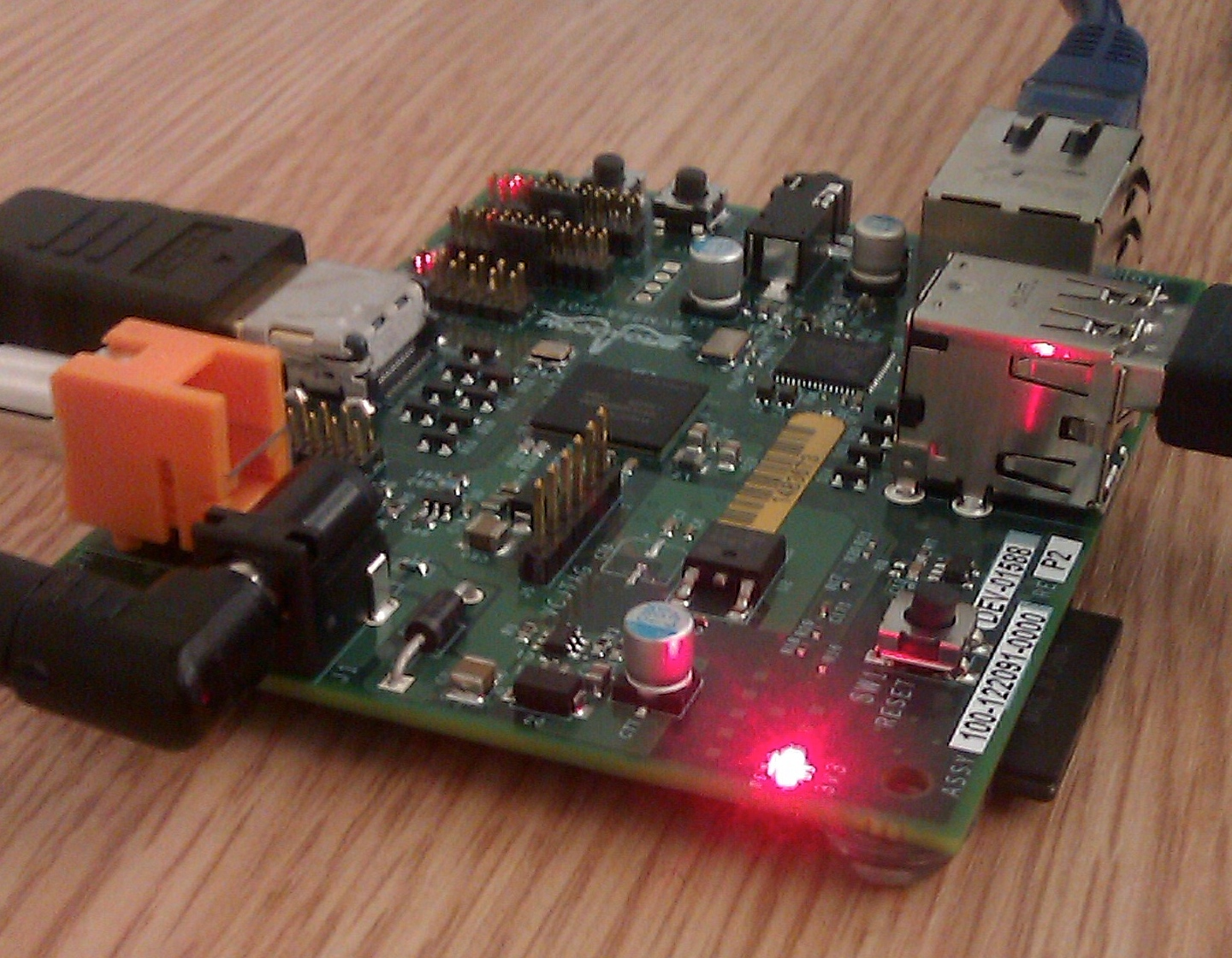
Placa alfa de pruebas funcionando. Su construcción es diferente de las posteriores placas beta y finales

En el 2006, los primeros diseños de Raspberry Pi se basaban en el microcontrolador Atmel ATmega644. Sus esquemas y el diseño del circuito impreso están disponibles para su descarga pública.
En mayo de 2009, la fundación Raspberry Pi fue fundada en Caldecote, South Cambridgeshire, Reino Unido como una asociación caritativa que es regulada por la comisión de caridad de Inglaterra y Gales.
El administrador de la fundación, Eben Upton, se puso en contacto con un grupo de profesores, académicos y entusiastas de la informática para crear un ordenador con la intención de animar a los niños a aprender informática como lo hizo en 1981 con el ordenador Acorn BBC Micro. El primer prototipo basado en ARM se montó en un módulo del mismo tamaño que una memoria USB. Tenía un puerto USB en un extremo y un puerto HDMI en el otro.

### Prelanzamiento
En agosto de 2011, se fabricaron cincuenta placas alfa, que tenían las mismas características que el modelo B, pero eran un poco más grandes para integrar bien unas interfaces para depuración. En algunas demostraciones se podía ver la placa ejecutando el escritorio LXDE en Debian, Quake 3 a 1080p y vídeo Full HD H.264 a través de la salida HDMI.
En octubre de 2011, el logotipo se seleccionó entre varios diseños enviados por miembros de la comunidad. Durante el mismo mes, se trabajó en una versión de desarrollo de RISC OS 5 y se hizo una demostración en público.

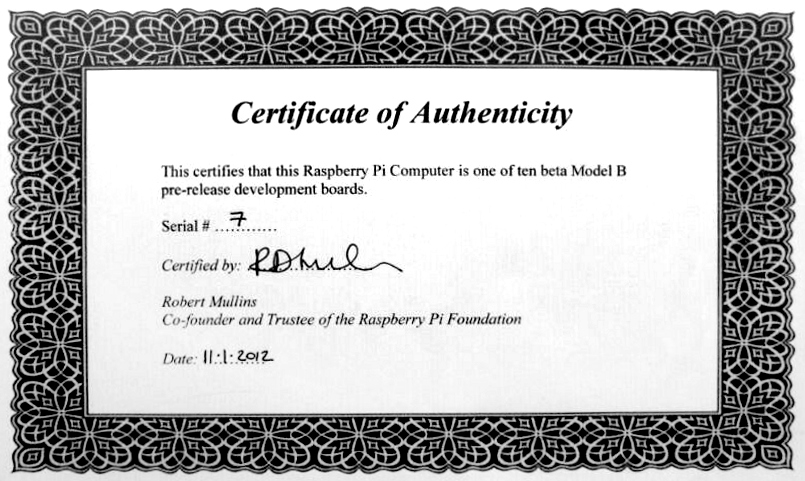
Certificado de autenticidad de una placa subastada

En diciembre de 2011, se ensamblaron y probaron 25 placas beta del modelo B de un total de 100 placas vacías. El diagrama de componentes de las placas finales sería el mismo que el de esas placas beta. Durante las pruebas a las placas beta se encontró un error de diseño en los pines que suministraban alimentación a la CPU que sería arreglado en la versión final. Se hizo una demostración de la placa beta arrancando GNU, reproduciendo un tráiler de una película a 1080p y ejecutando el benchmark Rightware Samurai OpenGL ES.
Durante la primera semana de diciembre de 2011, se pusieron a subasta diez placas en eBay. Una de ellas fue comprada por una persona anónima y se donó al Centro para la Historía de la informática en Suffolk, Inglaterra. En total se consiguieron 16,336 £. La última placa, con número de serie N.º 01 se vendió por 3.500 £.
Debido al anticipado anuncio de puesta a la venta a final de febrero de 2012, la fundación sufrió colapso en sus servidores web debido a los refrescos de páginas desde los navegadores de gente interesada en la compra de la placa.

### Lanzamiento
El primer lote de 10.000 placas se fabricó en Taiwán y China, en vez de Reino Unido. Esto fue en parte porque los impuestos de importación se pagan para los componentes individuales pero no para productos acabados, y porque los fabricantes chinos ofrecían un plazo de entrega de 4 semanas y en el Reino Unido de 12. Con este ahorro conseguido, la fundación podía invertir más dinero en investigación y desarrollo.
Las primeras ventas comenzaron el 29 de febrero de 2012 a las 06:00 UTC; al mismo tiempo se anunció que el modelo A, que originalmente iba a tener 128 MB de RAM, tendría 256 MB. La página de la fundación también anunció que “Seis años después del origen del proyecto, estamos cerca de finalizar el primer arranque del proyecto - aunque esto es solo el principio de la historia de Raspberry Pi”. Por otro lado las dos tiendas que vendían las placas, Premier Farnell y RS Components, tuvieron una gran carga en sus servidores inmediatamente después del lanzamiento. La cuenta oficial de Raspberry Pi en Twitter informó que Premier Farnell vendió toda su existencia de inventario a los pocos minutos del momento de lanzamiento, mientras que RS Components tuvo 100.000 peticiones de interés el primer día. En los seis meses siguientes llegarían a vender 500.000 unidades.

### Post-lanzamiento
Durante marzo de 2012 se anunciaron futuros retrasos en los envíos, a causa del ensamblaje de un puerto ethernet incorrecto. Por otro lado, la fundación esperaba que se pudiera aumentar la fabricación de unidades en los lotes futuros, si fuera necesario.
El 16 de abril de 2012 los primeros compradores empezaron a informar que habían recibido su Raspberry Pi. El 22 de mayo de 2012 más de 20.000 unidades habían sido enviadas. El 16 de julio se anunció que se fabricarían 4.000 unidades cada día, permitiendo ser compradas las placas en lotes. El 5 de septiembre la fundación anunció una segunda revisión del modelo B. El 6 de septiembre se anunció que se llevaría la producción de placas al Reino Unido, a una fábrica de Sony en Pencoed, Gales, y que en ella se producirían 30.000 unidades cada mes, y se crearían 30 nuevos puestos de trabajo. En octubre de 2012, se informó que clientes que habían hecho su pedido a través del distribuidor RS Components, llevaban esperando hasta seis meses en recibir sus pedidos, a causa de dificultades en la provisión de CPUs y una conservadora política de previsión de ventas.
El 4 de febrero de 2013, se lanzó el modelo A, pero debido a temas burocráticos los principales proveedores sólo lo pudieron poner a la venta ese día en Europa.
En diciembre de 2015 se pueden comprar modelos con mejores prestaciones, como la Raspberry Pi 2 Modelo B por $35. En febrero de 2016, sale a la venta un nuevo modelo, la Raspberry Pi 3 Modelo B con mejores prestaciones.
Ninguna Raspberry Pi tiene reloj en tiempo real, por lo que el sistema operativo debe usar un servidor de hora en red, o pedir al usuario la hora en el momento de arrancar el ordenador. Sin embargo se podría añadir un reloj en tiempo real (como el DS1307) con una batería mediante el uso de la interfaz I²C.

## Modelos

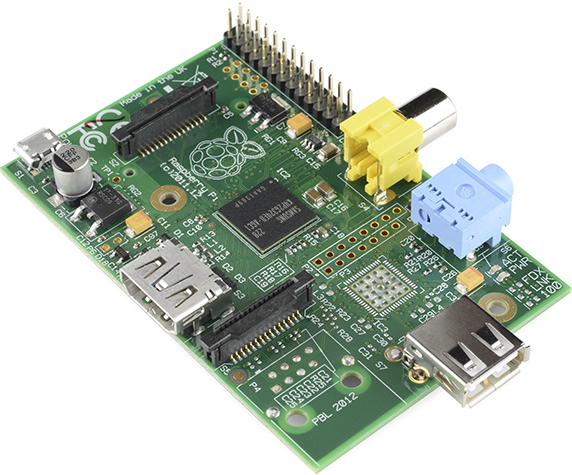
Raspberry Pi modelo A

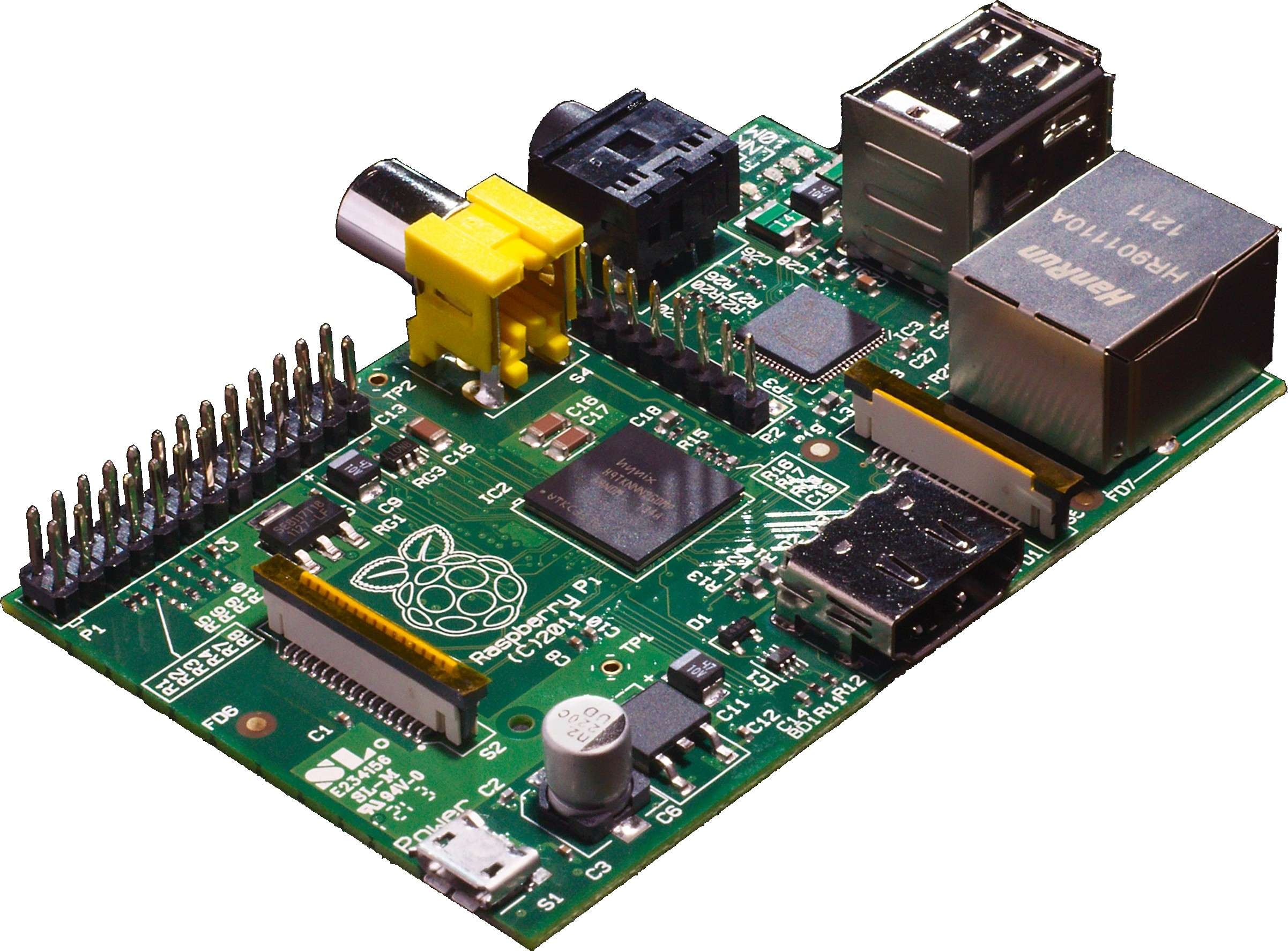
Raspberry Pi 1 modelo B (2011)

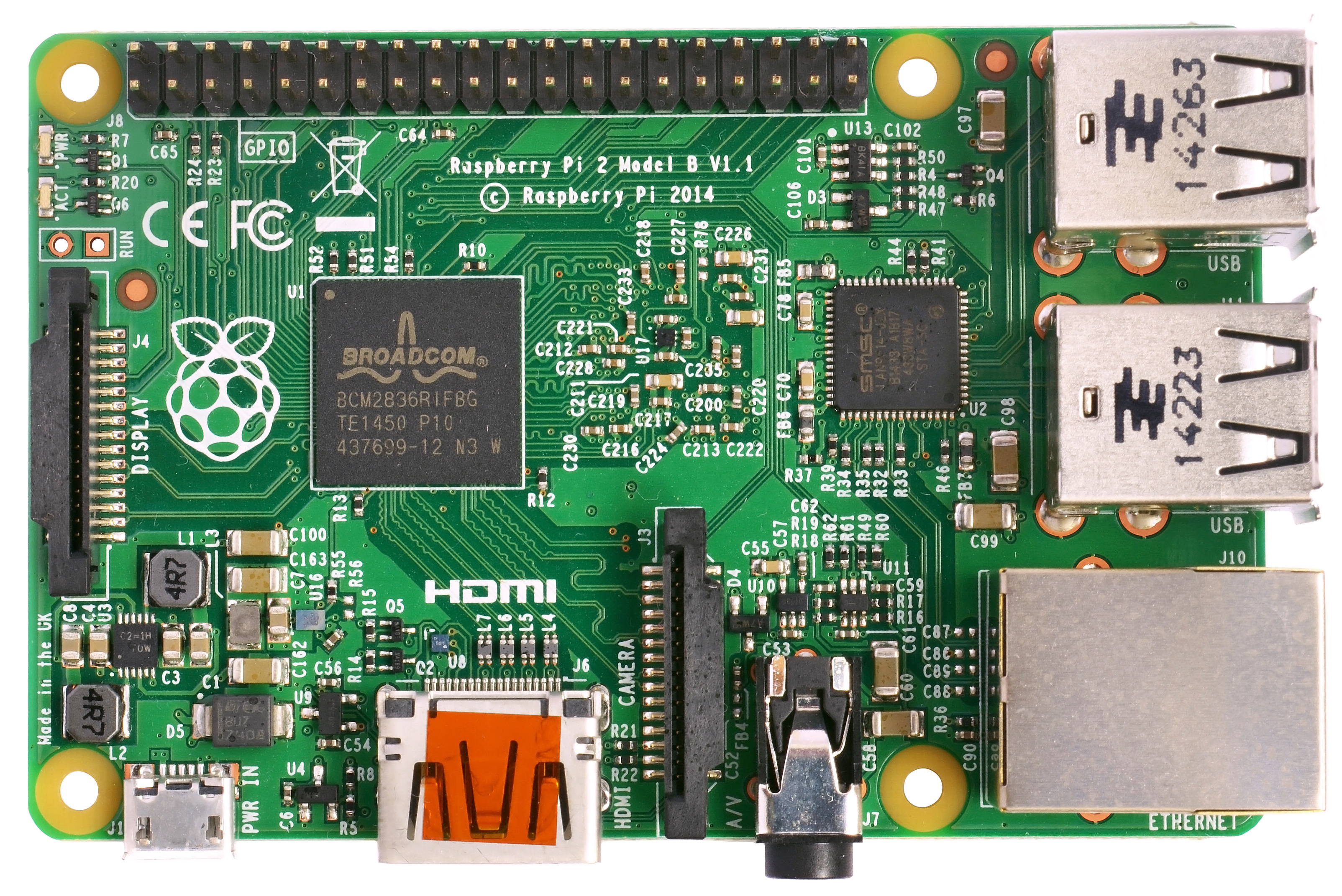
Raspberry Pi 2 modelo B (2015)

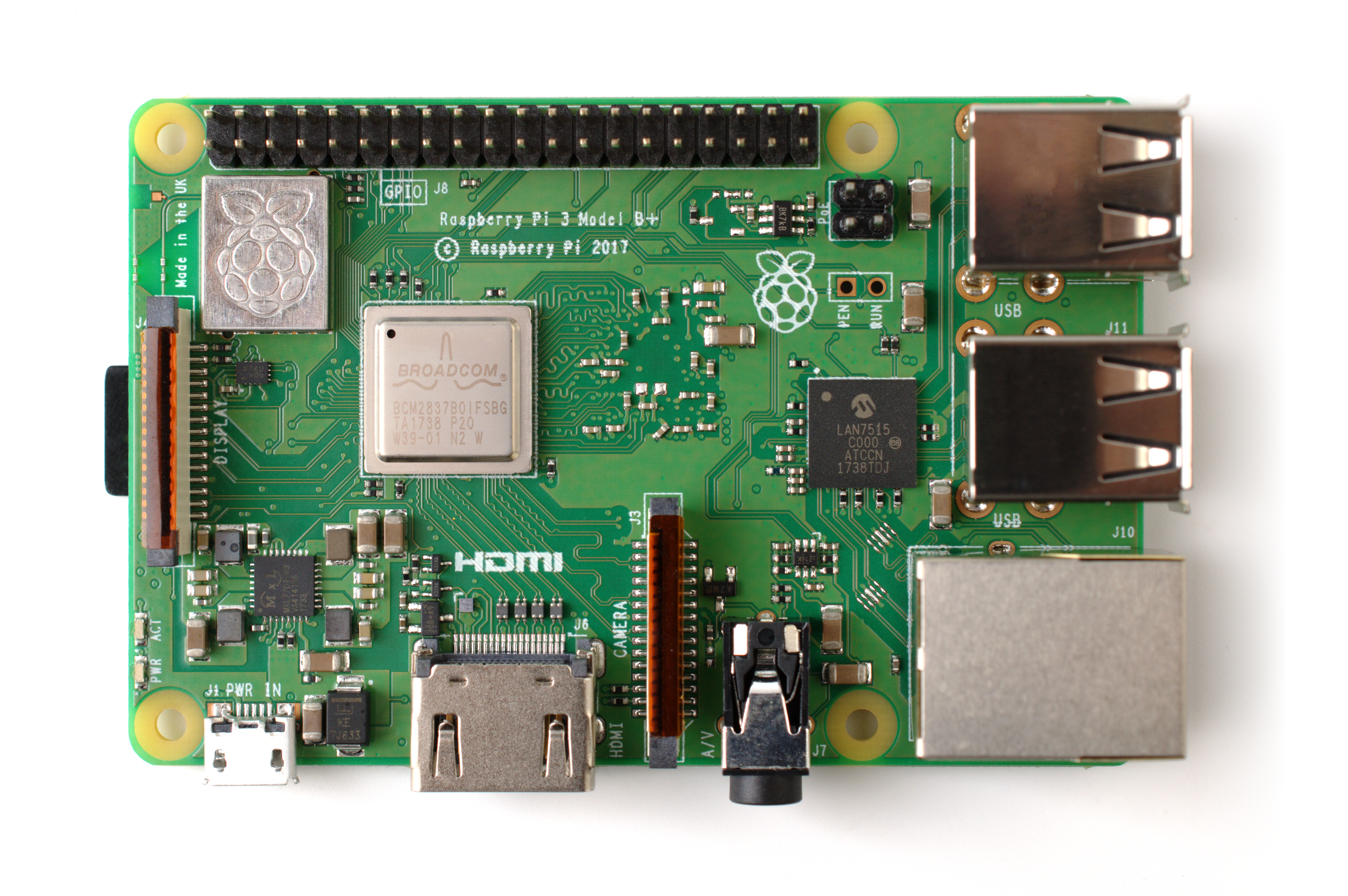
Raspberry Pi 3 modelo B+ (2018)

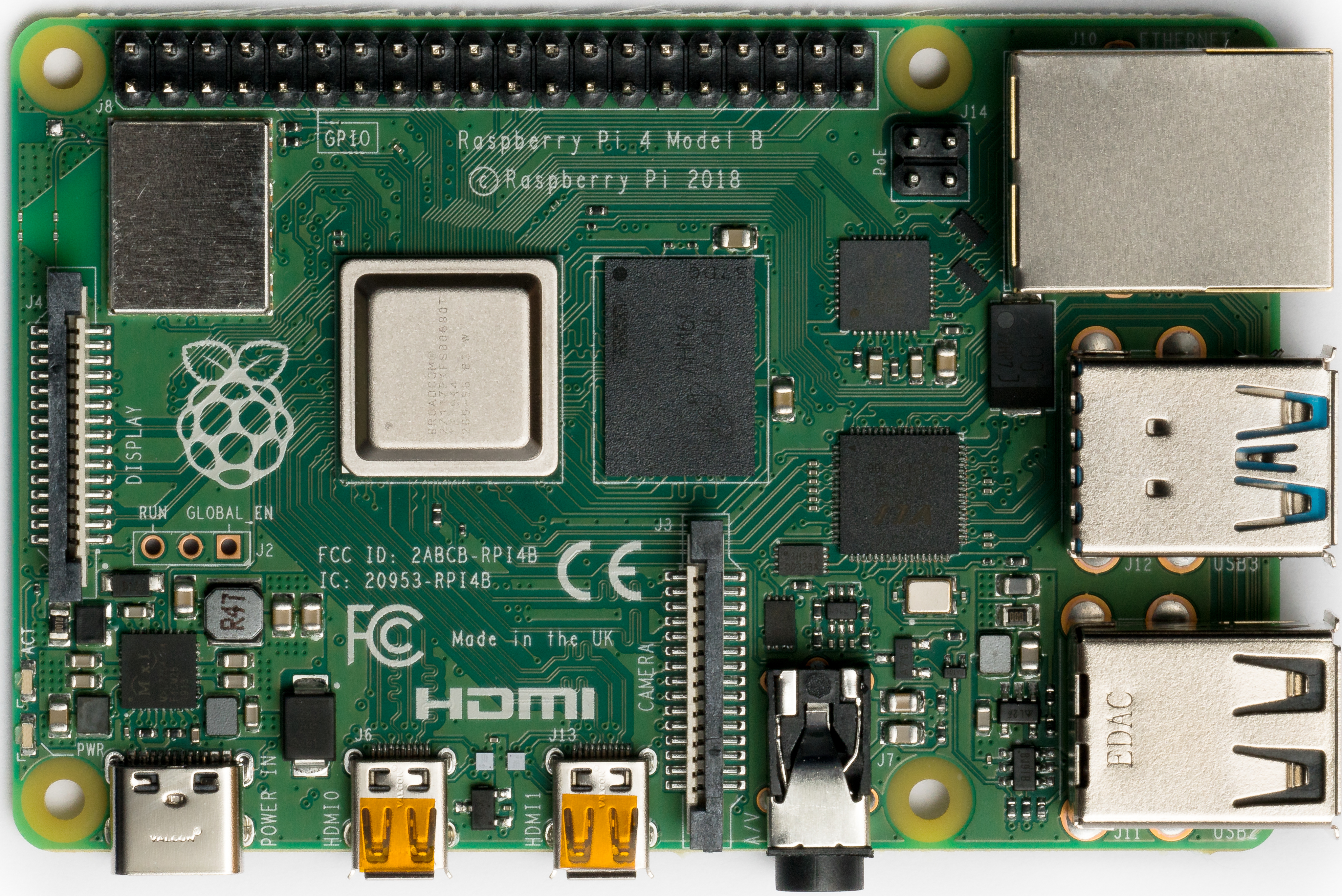
Raspberry Pi 4 modelo B (2019)

Los esquemas del modelo A y el modelo B fueron lanzados el 20 de abril de 2012 por la fundación.

### Raspberry Pi 1 modelo A (descontinuada)
Este fue el primer modelo de Raspberry, sus ventas comenzaron en el año 2012. Carecía de puerto Ethernet, por lo que para su conexión a Internet requería de un adaptador Wi-Fi por USB. Poseía 26 conectores GPIO, salida de vídeo vía HDMI y Video RCA, un conector Jack de 3.5 milímetros, un único conector USB, MicroUSB (De alimentación) y un conector de cámara. Su procesador fue un Broadcom BCM2835, Single-Core a 700MHz. También tuvo 256 MB de RAM y una gráfica Broadcom VideoCore IV. Requería de una fuente de alimentación de 5 voltios y 2 amperios, elemento común al resto de versiones. Tuvo un coste inicial de 40 euros.

### Raspberry Pi 1 modelo B (descontinuada) y B+
También del año 2012, es una variante del Modelo A, trajo consigo diversas mejoras, la inclusión del doble de memoria RAM, pasando de 256MB a 512MB. Trajo consigo un puerto USB más y, por fin, un conector Ethernet (RJ-45) Se mantuvo tanto su tamaño como su coste. No hubo variaciones ni en el procesador ni en la parte gráfica. Tiempo después se lanzó el Modelo B+, que incluyó 4 puertos USB y pasó de usar una SD a una MicroSD.

### Raspberry Pi 2 modelo B
Lanzada en 2014 es el primer modelo que no incluye el mismo procesador usado en los tres anteriores: se sustituye por uno de la misma marca, pero de modelo BCM2836. Pasa de ser de un núcleo a cuatro, y de 700MHz a 900MHz. No obstante emplea la misma gráfica, la VideoCore IV. Dobla la cantidad de memoria RAM, pasando de 512MB a 1GB (Algo menos en realidad) esta memoria está compartida con la gráfica. También incluye 40 pines GPIO, y mantiene los cuatro puertos USB. Suprime la conexión RCA.

### Raspberry Pi 3 modelo B
Sacada a la luz en el año 2016, renueva procesador, una vez más de la compañía Broadcom, un Quad-Core, pero pasa de 900MHz a 1.20GHz. Mantiene la RAM en 1GB. Su mayor novedad fue la inclusión de Wi-Fi y Bluetooth (4.1 Low Energy) sin necesidad de adaptadores.

### Raspberry Pi 3 modelo B+
La Raspberry Pi 3 B+ apareció en marzo del 2018 para actualizar el modelo anterior la Raspberry Pi 3 Model B y entre sus mejoras cuenta con un nuevo procesador y mejor conectividad, así que pasa de tener 1.2Ghz a tener 1.4Ghz y en cuanto a la conectividad inalámbrica ahora incorpora doble banda a 2,4GHz y 5GHz, y su nuevo puerto Ethernet se triplica, pasa de 100 Mbits/s en el modelo anterior a 300 Mbits/s en el nuevo modelo, también cuenta con Bluetooth 4.2 (Low Energy).

### Raspberry Pi 3 modelo A+
Fue anunciada en noviembre de 2018. Los modelos A+ presentan menores prestaciones a un menor precio. Cuenta con 512 MB de RAM (compartidos con la GPU VideoCore IV), un solo puerto USB y sin puerto de conexión de red por cable (RJ-45).

### Raspberry Pi 4 modelo B
Fue anunciada en junio de 2019. Se han cambiado los puertos HDMI de tamaño completo por dos puertos microHDMI. Cuenta con la capacidad de manejar una pantalla a 4K a 60 Hz, o dos pantallas 4K a 30 Hz. Se ha incluido por primera vez USB 3.0, y el puerto Ethernet ya no está limitado a 300 Mbps. Tiene un procesador Broadcom nuevo hasta tres veces más eficiente que el anterior. Están disponibles tres modelos, en los que varía la cantidad de memoria RAM, de 2GB, 4GB, y de 8GB.

### Raspberry Pi 400

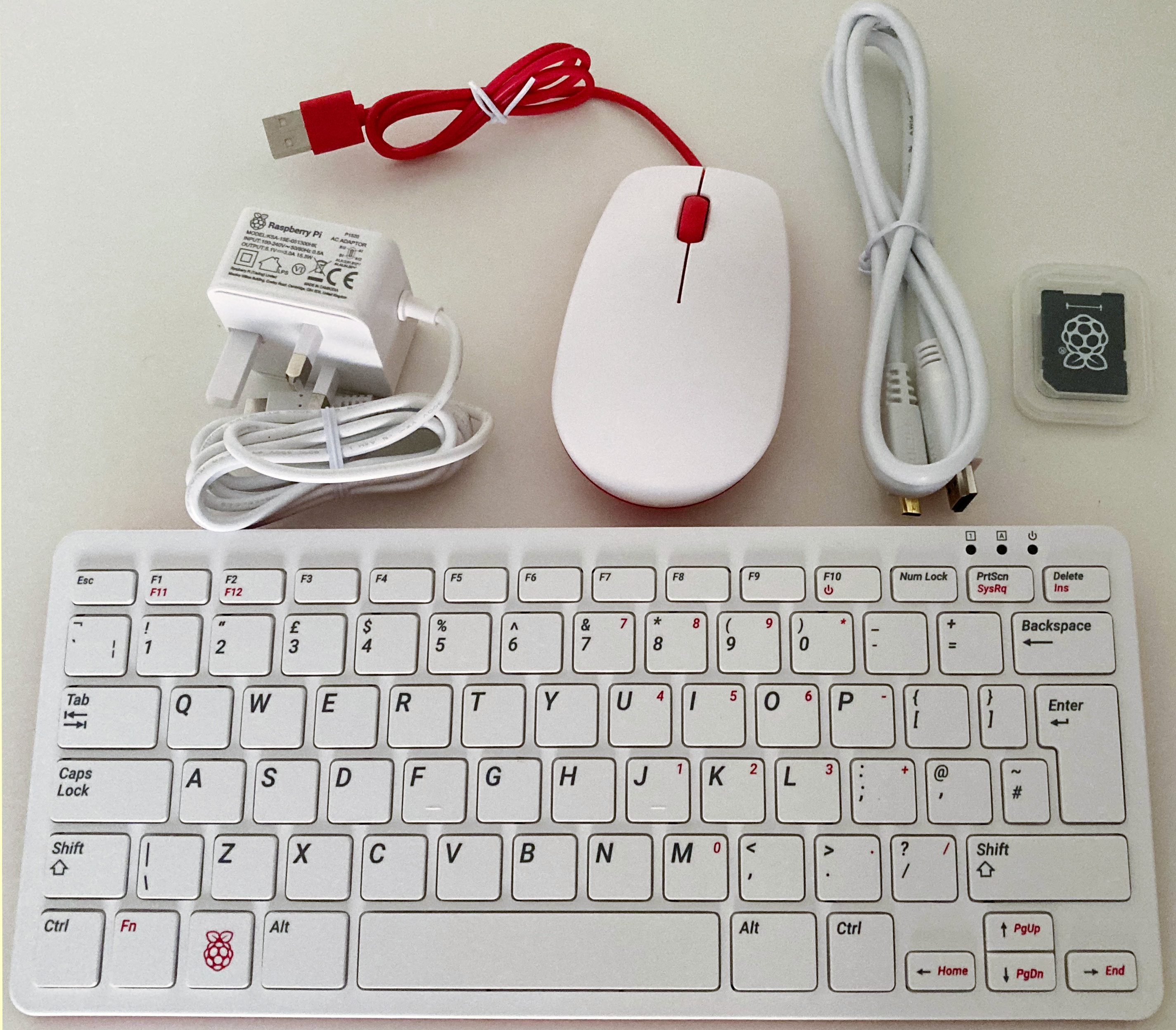
Raspberry Pi 400 Kit

La Raspberry Pi 400 fue anunciada en noviembre de 2020. Cuenta con una placa personalizada que se deriva de la Raspberry Pi 4 existente, específicamente remodelada para incluirla en un teclado derivado del Raspberry Pi Keyboard. Una solución de enfriamiento robusta (es decir, una placa de metal ancha) y un conmutador actualizado para la fuente de alimentación permite que el procesador Broadcom BCM2711C0 de la Raspberry Pi 400 tenga una frecuencia de 1,8 GHz, que es un poco más alta que la Raspberry Pi 4 en la que se basa. La computadora con teclado cuenta con 4 GB de memoria RAM LPDDR4.

### Raspberry Pi Pico

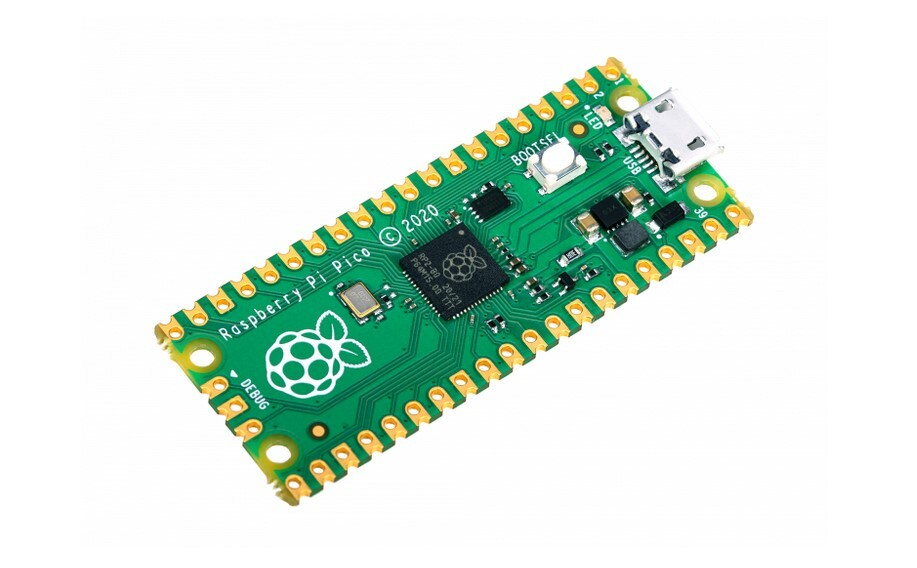
Raspberry Pi Pico

- La Raspberry Pi Pico fue anunciada en el 2021, es una placa pequeña y versátil construida con RP2040, un nuevo chip microcontrolador diseñado por Raspberry Pi en el Reino Unido. Este modelo está gobernada por un pequeño SoC que ha sido diseñado por los propios responsables de este proyecto. Se trata del RP2040, que cuenta con un procesador dual core ARM Cortex M0+ funcionando a 133 MHz, acompañado de 264 KB de RAM y 2 MB de almacenamiento integrado. Se han creado varios modelos: el modelo H, si tiene los pines presoldados; el modelo W, si tiene conectividad Wi-Fi y Bluetooth; y el modelo WH, si cuenta con las dos características anteriores.[63]
- En junio de 2022 se lanzó la Raspberry Pi Pico W, una versión de la Pico con capacidad Wi-Fi 802.11n, por 6 dólares. El chip inalámbrico CYW43439 del Pico W también es compatible con Bluetooth.[64]
- La Raspberry Pi Pico 2 se lanzó en agosto de 2024 con un precio minorista de 5 dólares y está basada en un nuevo microcontrolador RP2350 Arm/RISC-V. El Pico 2 tiene 520 KB de RAM y 4 MB de memoria flash y es compatible en hardware y software con el Pico original.[65]
- La Raspberry Pi Pico 2 W se lanzó en noviembre de 2024, con un precio minorista de 7 dólares y utilizando el microcontrolador RP2350. Tiene 4 MB de memoria flash integrada para almacenar código, mientras que el RP2350 cuenta con 520 KB de SRAM en chip. En cuanto a las capacidades inalámbricas, el Pico 2 W admite Wi-Fi (2,4 GHz 802.11n) y Bluetooth 5.2.[66]

### Raspberry Pi 5
Raspberry Pi 5: La quinta generación de Raspberry Pi irrumpe en el mercado ofreciendo un gran avance respecto al anterior modelo y presenta novedades que la hacen una placa SBC muy avanzada en su categoría. Con un procesador ARM Cortex-A76 de cuatro núcleos y 64 bits que opera a una frecuencia de 2,4 GHz, ofrece un aumento significativo de 2-3 veces en el rendimiento de la unidad central de procesamiento en comparación con la Raspberry Pi 4. Además, presenta mejoras en el rendimiento gráfico gracias a una GPU VideoCore VII de 800MHz. También cuenta con la capacidad de salida de video en pantalla dual y puede alcanzar una resolución de 4Kp60 a través de la conexión micro HDMI. Además, la Raspberry Pi 5 ofrece soporte para cámaras de última generación mediante un procesador de señal de imagen Raspberry Pi rediseñado.

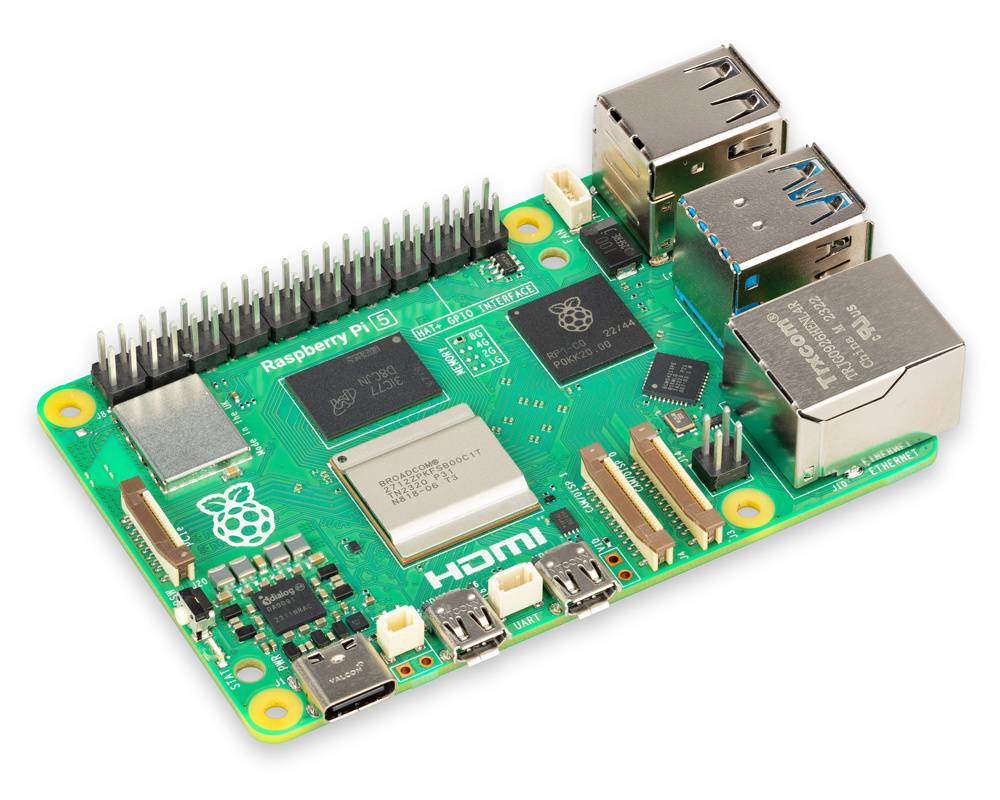
Raspberry Pi 5

### Tabla de especificaciones
| Especificaciones                       | Raspberry Pi 1 modelo A (descontinuada) | Raspberry Pi 1 modelo B (descontinuada) | Raspberry Pi 1 modelo B+ | Raspberry Pi 2 modelo B | Raspberry Pi 3 modelo B | Raspberry Pi 3 modelo B+ | Raspberry Pi 3 modelo A+ | Raspberry Pi 4 modelo B                                                                                |
| -------------------------------------- | --- | --- | --- | --- | --- | --- | --- | --- |
| SoC (CPU, GPU, DSP, RAM y puertos USB) | Broadcom BCM2835 | Broadcom BCM2835 | Broadcom BCM2835 | Broadcom BCM2836 | Broadcom BCM2837 | Broadcom BCM2837 | Broadcom BCM2837 | Broadcom BCM2711                                                                                       |
| CPU                                    | ARM 1176JZF-S a 700 MHz (familia ARM11) | ARM 1176JZF-S a 700 MHz (familia ARM11) | ARM 1176JZF-S a 700 MHz (familia ARM11) | 900 MHz quad-core ARM Cortex A7 | 1.2GHz 64-bit quad-core ARMv8 | 1.4GHz 64-bit quad-core ARMv8 | 1.4GHz 64-bit quad-core ARMv8 | 1.5GHz 64-bit quad-core Cortex-A72                                                                     |
| Juego de instrucciones                 | RISC de 32 bits | RISC de 32 bits | RISC de 32 bits | RISC de 32 bits | RISC de 64 bits | RISC de 64 bits | RISC de 64 bits | RISC de 64 bits                                                                                        |
| GPU                                    | Broadcom VideoCore IV, OpenGL ES 2.0, MPEG-2 y VC-1 (con licencia) Archivado el 26 de junio de 2019 en Wayback Machine., 1080p30 H.264/MPEG-4 AVC | Broadcom VideoCore IV, OpenGL ES 2.0, MPEG-2 y VC-1 (con licencia) Archivado el 26 de junio de 2019 en Wayback Machine., 1080p30 H.264/MPEG-4 AVC | Broadcom VideoCore IV, OpenGL ES 2.0, MPEG-2 y VC-1 (con licencia) Archivado el 26 de junio de 2019 en Wayback Machine., 1080p30 H.264/MPEG-4 AVC | Broadcom VideoCore IV, OpenGL ES 2.0, MPEG-2 y VC-1 (con licencia) Archivado el 26 de junio de 2019 en Wayback Machine., 1080p30 H.264/MPEG-4 AVC | Broadcom VideoCore IV, OpenGL ES 2.0, MPEG-2 y VC-1 (con licencia) Archivado el 26 de junio de 2019 en Wayback Machine., 1080p30 H.264/MPEG-4 AVC | Broadcom VideoCore IV, OpenGL ES 2.0, MPEG-2 y VC-1 (con licencia) Archivado el 26 de junio de 2019 en Wayback Machine., 1080p30 H.264/MPEG-4 AVC | Broadcom VideoCore IV, OpenGL ES 2.0, MPEG-2 y VC-1 (con licencia) Archivado el 26 de junio de 2019 en Wayback Machine., 1080p30 H.264/MPEG-4 AVC | Broadcom VideoCore VI, OpenGL ES 3.0, 1080p30 H.264/MPEG-4 AVC, 4kp60 H.265                            |
| Memoria                                | 256 MB (compartidos con la GPU) | 512 MiB (compartidos con la GPU) | 512 MiB (compartidos con la GPU) | 1 GB (compartidos con la GPU) | 1 GB (compartidos con la GPU) | 1 GB (compartidos con la GPU) | 512 MiB (compartidos con la GPU) | 1 GB, 2 GB, 4 GB u 8 GB (compartidos con la GPU)                                                       |
| Puertos USB 2.0                        | 1 | 2 (vía hub USB integrado) | 4 | 4 | 4 | 4 | 1 | 2 |
| Puertos USB 3.0                        | Ninguno | Ninguno | Ninguno | Ninguno | Ninguno | Ninguno | Ninguno | 2 |
| Entradas de vídeo                      | Conector MIPI CSI que permite instalar un módulo de cámara desarrollado por la Raspberry Pi Foundation                                            | Conector MIPI CSI que permite instalar un módulo de cámara desarrollado por la Raspberry Pi Foundation                                            | Conector MIPI CSI que permite instalar un módulo de cámara desarrollado por la Raspberry Pi Foundation                                            | Conector MIPI CSI que permite instalar un módulo de cámara desarrollado por la Raspberry Pi Foundation                                            | Conector MIPI CSI que permite instalar un módulo de cámara desarrollado por la Raspberry Pi Foundation                                            | Conector MIPI CSI que permite instalar un módulo de cámara desarrollado por la Raspberry Pi Foundation                                            | Conector MIPI CSI que permite instalar un módulo de cámara desarrollado por la Raspberry Pi Foundation                                            | Conector MIPI CSI que permite instalar un módulo de cámara desarrollado por la Raspberry Pi Foundation |
| Salidas de vídeo                       | Conector RCA (PAL y NTSC), HDMI (rev1.3 y 1.4), Interfaz DSI para panel LCD                                                                       | Conector RCA (PAL y NTSC), HDMI (rev1.3 y 1.4), Interfaz DSI para panel LCD                                                                       | Conector RCA (PAL y NTSC), HDMI (rev1.3 y 1.4), Interfaz DSI para panel LCD                                                                       | Conector RCA (PAL y NTSC), HDMI (rev1.3 y 1.4), Interfaz DSI para panel LCD                                                                       | Conector RCA (PAL y NTSC), HDMI (rev1.3 y 1.4), Interfaz DSI para panel LCD                                                                       | Conector RCA (PAL y NTSC), HDMI (rev1.3 y 1.4), Interfaz DSI para panel LCD                                                                       | Conector RCA (PAL y NTSC), HDMI (rev1.3 y 1.4), Interfaz DSI para panel LCD                                                                       | Conector RCA (PAL y NTSC), microHDMI rev. 2.0, Interfaz DSI para panel LCD                             |
| Salidas de audio                       | Jack de 3.5 mm, HDMI | Jack de 3.5 mm, HDMI | Jack de 3.5 mm, HDMI | Jack de 3.5 mm, HDMI | Jack de 3.5 mm, HDMI | Jack de 3.5 mm, HDMI | Jack de 3.5 mm, HDMI | Jack de 3.5 mm, 2 puertos microHDMI                                                                    |
| Almacenamiento                         | SD / MMC / ranura para SDIO | SD / MMC / ranura para SDIO | SD / MMC / ranura para SDIO | MicroSD | MicroSD | MicroSD | MicroSD | MicroSD                                                                                                |
| Conectividad de red                    | Ninguna | 10/100 Ethernet (RJ-45) vía hub USB | 10/100 Ethernet (RJ-45) vía hub USB | 10/100 Ethernet (RJ-45) vía hub USB | Puerto RJ-45 (ethernet) de 10/100Mbps vía hub USB Wi-Fi 802.11bgn Bluetooth 4.1                                                                   | Puerto RJ-45 (Ethernet) de 10/100/1000Mbps vía hub USB limitado a 300Mbit/s Wi-Fi 802.11ac de doble banda Bluetooth 4.2 BLE                       | Wifi 802.11ac de doble banda Bluetooth 4.2 BLE | Puerto RJ-45 10/100/1000Mbps vía hub USB 3.0 Wi-Fi 802.11ac de doble banda Bluetooth 5.0 BLE           |
| Periféricos de bajo nivel              | 8 x GPIO, SPI, I²C, UART | 8 x GPIO, SPI, I²C, UART | 8 x GPIO, SPI, I²C, UART | 17 x GPIO y un bus HAT ID | 17 x GPIO y un bus HAT ID | 17 x GPIO y un bus HAT ID | 17 x GPIO y un bus HAT ID | 17 x GPIO y un bus HAT ID                                                                              |
| Consumo energético                     | 500 mA (2.5 W) | 700 mA (3.5 W) | 600 mA (3.0 W) | 800 mA (4.0 W) | 800 mA (4.0 W) | 800 mA (4.0 W) | 800 mA (4.0 W) | Máximo 3A (15.3 W)                                                                                     |
| Fuente de alimentación                 | 5 V vía Micro USB o puerto GPIO | 5 V vía Micro USB o puerto GPIO | 5 V vía Micro USB o puerto GPIO | 5 V vía Micro USB o puerto GPIO | 5 V vía Micro USB o puerto GPIO | 5 V vía Micro USB o puerto GPIO | 5 V vía Micro USB o puerto GPIO | 5 V vía USB-C o puerto GPIO                                                                            |
| Dimensiones                            | 85mm x 53mm | 85mm x 53mm | 85mm x 53mm | 85mm x 53mm | 85mm x 53mm | 85mm x 53mm | 85mm x 53mm | 85mm x 53mm                                                                                            |
| Sistemas operativos soportados         | GNU/Linux: Raspbian, Fedora (Pidora), Arch Linux (Arch Linux ARM), Slackware Linux, SUSE Linux Enterprise Server for ARM, RISC OS                 | GNU/Linux: Raspbian, Fedora (Pidora), Arch Linux (Arch Linux ARM), Slackware Linux, SUSE Linux Enterprise Server for ARM, RISC OS                 | GNU/Linux: Raspbian, Fedora (Pidora), Arch Linux (Arch Linux ARM), Slackware Linux, SUSE Linux Enterprise Server for ARM, RISC OS                 | GNU/Linux: Raspbian, Fedora (Pidora), Arch Linux (Arch Linux ARM), Slackware Linux, SUSE Linux Enterprise Server for ARM, RISC OS                 | GNU/Linux: Raspbian, Fedora (Pidora), Arch Linux (Arch Linux ARM), Slackware Linux, SUSE Linux Enterprise Server for ARM, RISC OS                 | GNU/Linux: Raspbian, Fedora (Pidora), Arch Linux (Arch Linux ARM), Slackware Linux, SUSE Linux Enterprise Server for ARM, RISC OS                 | GNU/Linux: Raspbian, Fedora (Pidora), Arch Linux (Arch Linux ARM), Slackware Linux, SUSE Linux Enterprise Server for ARM, RISC OS                 | GNU/Linux: Raspbian                                                                                    |

## Raspberry Pi Zero: modelos
Aparte de los modelos normales, la Fundación Raspberry también ha sacado otra gama de placas denominadas Raspberry Pi Zero. Estas son mucho más pequeñas y menos potentes que sus hermanas.

### Pi Zero
Fue el primer modelo, lanzado en 2015. Con un coste de cinco dólares, tiene un tamaño mucho menor al de una Raspberry normal, de hecho es más pequeña que un billete de cinco dólares.
Es un 40% más potente que el primer modelo de Raspberry. Tiene un microprocesador Broadcom BCM2835, que funciona a 1GHz con un solo núcleo. Posee 512MB de RAM, y comparte la gráfica VideoCore IV. Debido a su tamaño sustituye el puerto HDMI por MiniHDMI, manteniendo así las prestaciones. Tampoco usa USB estándar, sino que tiene dos MicroUSB, uno de alimentación y otro de datos. Posee salida RCA, pero en vez de por clavija son solo dos conectores integrados en la placa. Usa MicroSD como sistema de almacenamiento.

### Pi Zero W
Es la sucesora de la Pi Zero, la W es por Wireless, ya que la única novedad de esta placa con respecto a su antecesora es la inclusión de Wi-Fi y Bluetooth, el precio asciende a once dólares.

### Pi Zero WH
No tiene ninguna diferencia en hardware. Las especificaciones siguen siendo las mismas que la Zero W, aparte de la inclusión de un conector presoldado GPIO de cuarenta pines.

Diagrama de bloques del modelo B. En el Modelo A, el puerto USB está conectado directamente al SoC.

Localización de cada uno de los componentes de la placa modelo B

## Software

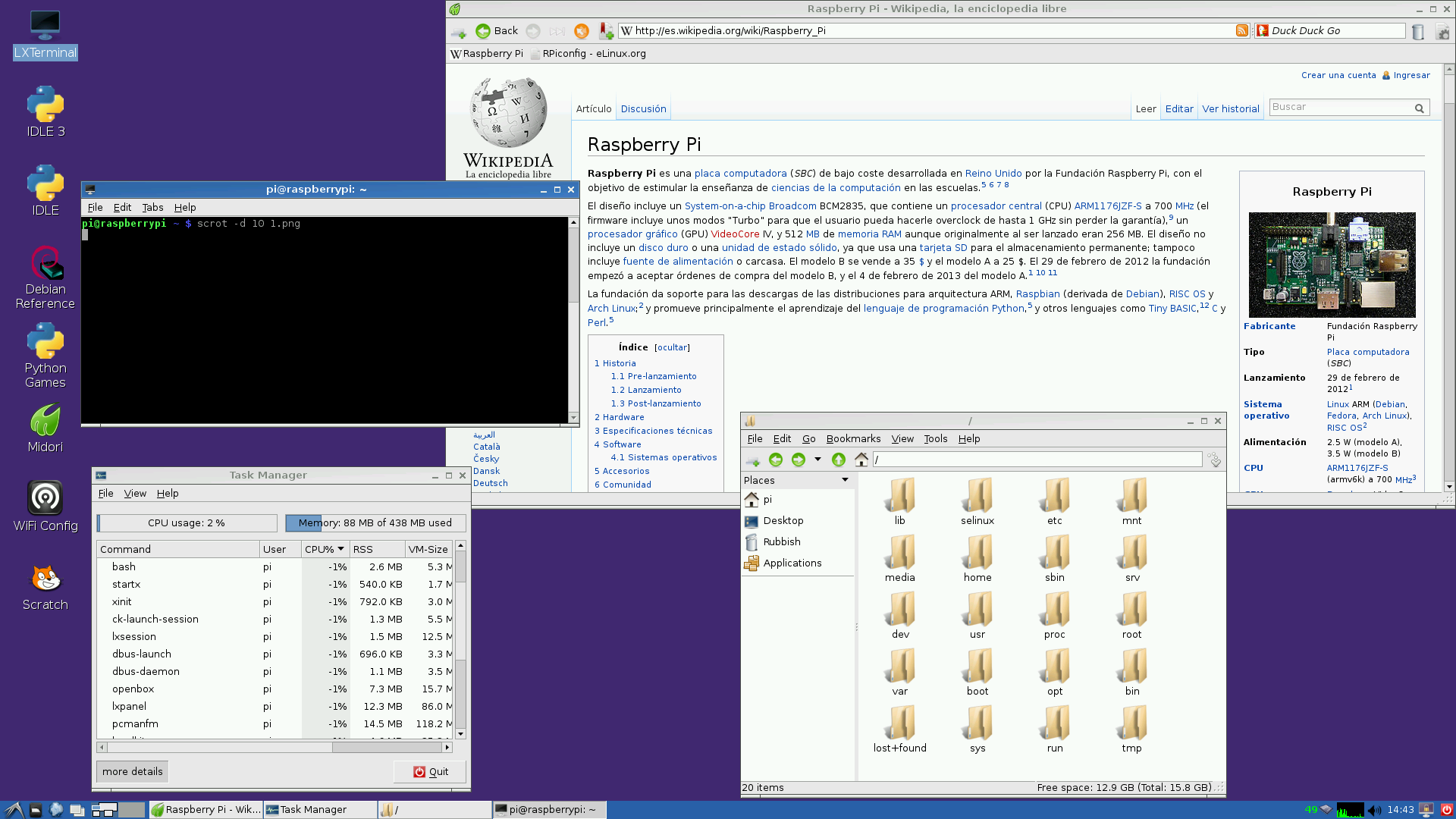
Captura del escritorio LXDE de Raspbian con varios programas funcionando.

El Raspberry Pi usa principalmente sistemas operativos GNU/Linux. Raspbian, una distribución derivada de Debian que está optimizada para el hardware de Raspberry Pi, se lanzó durante julio de 2012 y es la distribución recomendada por la fundación para iniciarse.
Slackware ARM (también llamada ARMedslack) versión 13.37 y posteriores arranca sin ninguna modificación. Los 128-4096 MiB de memoria RAM disponible en la Raspberry Pi, cubren los necesarios 64 MiB de RAM para arrancar esta distribución en sistemas ARM y i386 sin usar interfaz gráfica (el administrador de ventanas Fluxbox que funciona bajo X Window System requiere 48 MiB de memoria RAM adicional). Por otro lado, se están creando distribuciones más específicas y ligeras como IPFire (distribución para ser usada como firewall), u OpenELEC y OSMC (distribuciones con el centro multimedia Kodi).
A la GPU se accede mediante una imagen del firmware de código cerrado (un blob binario, en inglés), que se carga dentro de la GPU al arrancar desde la tarjeta SD. El archivo está asociado a los controladores del núcleo Linux que también son de código cerrado. Las aplicaciones hacen llamadas a las bibliotecas de tiempo de ejecución que son de código abierto, y las mismas hacen llamadas a unos controladores de código abierto en el núcleo Linux. La API del controlador del núcleo es específica para estas bibliotecas. Las aplicaciones que usan vídeo hacen uso de OpenMAX, las aplicaciones tridimensionales usan OpenGL ES y las aplicaciones 2D usan OpenVG; OpenGL ES y OpenVG hacen uso de EGL y este último, del controlador de código abierto del núcleo.
El 19 de febrero de 2012, la fundación lanzó un prototipo de imagen de tarjeta SD que almacenaba un sistema operativo y que podía ser cargado en una tarjeta SD. La imagen se basaba en Debian 6.0 (Squezze), con el escritorio LXDE y el navegador Midori, más algunas herramientas de programación. La imagen funcionaba bajo QEMU permitiendo que el Raspberry Pi pudiera ser emulado en otros sistemas.
El 8 de marzo de 2012, la fundación lanzó Raspberry Pi Fedora Remix (actualmente llamada Pidora), que en el momento de era la distribución recomendada por la fundación, y fue desarrollada en la universidad de Séneca,  en Canadá. También se propuso crear una tienda de aplicaciones para que la gente intercambiara programas.
El 24 de octubre de 2012, Alex Bradbury, director de desarrollo Linux de la fundación, anunció que todo el código del controlador de la GPU Videocore que se ejecuta en ARM sería de código abierto, mediante licencia BSD modificada de 3 cláusulas. El código fuente está disponible en un repositorio de la fundación en GitHub.
El 5 de noviembre de 2012, Eben Upton anunció el lanzamiento del sistema operativo RISC OS 5 para Raspberry Pi a la comunidad, pudiéndose descargar la imagen de forma gratuita desde la web de la fundación. Su relación con la comunidad RISC OS se remontaba a julio de 2011, cuando habló en ella de una hipotética versión. El sistema operativo incluye una gran cantidad de aplicaciones como !NetSurf para la navegación web, !StrongED para editar texto, !Maestro para editar música, !Packman para la gestión de paquetes o una tienda de aplicaciones llamada !Store donde se puede encontrar aplicaciones gratuitas o de pago. Además se incluyen manuales para crear aplicaciones en BASIC para el sistema operativo.
El 24 de noviembre de 2012, se anunció en la Minecon de París, el juego Minecraft: Pi Edition para Raspberry Pi, basado en la versión Minecraft: Pocket Edition para teléfonos inteligentes y tabletas. La descarga se hizo disponible de forma oficial y gratuita por primera vez el 12 de febrero de 2013 desde el blog del juego, como versión 0.1.1 alpha, junto a instrucciones para ejecutarlo en Raspbian Wheezy. Una de las características principales de este lanzamiento es poder interaccionar con el juego mediante programación, con la intención de motivar a los niños a aprender a programar.
El 25 de mayo de 2013, la fundación informó de que se estaba trabajando en una versión del servidor gráfico Wayland para Raspberry Pi, para sustituir al sistema de ventanas X. Con este cambio se lograría suavidad al usar la interfaz gráfica del escritorio, ya que el procesamiento lo realizaría el núcleo de video de la GPU y no la CPU, sin interferir en el renderizado 3D.
El 3 de junio de 2013, fue lanzado en la web de la fundación para su descarga la aplicación NOOBS (New Out of Box Software), utilidad que facilita la instalación de diferentes sistemas operativos para Raspberry Pi. Se distribuye en forma de archivo zip que se copia descomprimido a una tarjeta SD de 4 o más GB, y una vez arrancada la placa con la tarjeta por primera vez, aparece un menú en que se da la opción de instalar una de las diferentes distribuciones en el espacio libre de la tarjeta de memoria, o acceder a internet con el navegador Arora integrado. Más adelante si se desea, es posible acceder a este menú apretando la tecla shift durante el arranque para reinstalar el sistema operativo, elegir otro, o editar el archivo config.txt. NOOBS contiene las distribuciones GNU/Linux de carácter general Raspbian, Arch Linux ARM y Pidora; las distribuciones para mediacenter con Kodi Openelec y RaspBMC; y el sistema operativo Risc OS 5.
El 26 de septiembre de 2013, se añadió a los repositorios de Raspbian una versión oficial de Oracle Java JDK ARM con soporte para coma flotante por hardware, que ofrece bastante más rendimiento que la versión OpenJDK ARM ya existente hasta ese momento y más compatibilidad con aplicaciones. También se anunció que esta versión de Oracle Java JDK se incluiría dentro de la distribución en futuras versiones de Raspbian.

### Sistemas operativos
Esta es una lista de sistemas operativos que funcionan, se han portado, o están en proceso de ser portados a Raspberry Pi:
- Sistemas operativos completos:
  - AROS
  - GNU/Linux para procesador ARM.
    - Android[100]
    - Arch Linux ARM
    - Debian Whezzy Soft-Float, versión de Debian sin soporte para coma flotante por hardware
    - DietPi, distribución ligera basada en Raspbian y de sencilla configuración mediante menús
    - Firefox OS
    - Gentoo Linux[101]
    - Google Chromium OS
    - Kali Linux
    - Manjaro Linux, distribución de Linux basada en Arch, con arquitecturas de 64 bits, 32 bits y ARM.
    - Open webOS[102]
    - PiBang Linux,[103] distribución Linux derivada de Raspbian con diferente escritorio y aplicaciones
    - Pidora, versión Fedora Remix optimizada[104]
    - QtonPi, distribución linux con un framework de aplicaciones multiplataforma basado en Qt framework
    - Raspbian,[105] versión de Debian Wheezy para ARMv6 con soporte para coma flotante por hardware
    - Slackware ARM, también conocida como ARMedslack
    - Ubuntu MATE
    - Void Linux
    - Parrot SecOS Archivado el 21 de septiembre de 2018 en Wayback Machine.

  - Plan 9 from Bell Labs[106][107]
  - RISC OS 5[2]
  - Unix
    - FreeBSD[108]
    - NetBSD[109][110]

  - Windows 10
    - Windows CE

- Distribuciones ligeras multipropósito:
  - DietPi, mejor distribución liviana para la Raspberry pi.
  - Minibian, distribución ligera basada en Raspbian.
  - Moebius, distribución ligera ARM HF basada en Debian que usa el repositorio de Raspbian y que cabe en una tarjeta SD de 1GB, usa pocos servicios y está optimizada para usar poca memoria
  - Squeezed Arm Puppy, una versión de Puppy Linux (Puppi) para ARMv6 (sap6) específicamente para Raspberry Pi[111]

- Distribuciones ligeras de único propósito:
  - Instant WebKiosk, sistema operativo con solo un navegador
  - IPFire
  - Micro Elastix, solución de código abierto para comunicaciones unificadas[112]
  - OpenELEC
  - LibreELEC
  - OSMC distribución para hacer un media center con la Raspberry Pi.
  - Raspbmc Distribución discontinuada.
  - Xbian, es una pequeña, rápida y liviana distribución para hacer un media center con la Raspberry Pi.

## Accesorios

### Cámara de vídeo
En mayo de 2012, la fundación informó de que se estaba experimentando con un módulo de cámara para Raspberry Pi, el prototipo usaba un sensor de 14 megapíxeles, y se conectaba al puerto CSI de la placa mediante un cable plano flexible. En noviembre del mismo año, se presentó el prototipo final en la feria Electrónica 2012 en Múnich, y se dio a conocer que el sensor sería de 5 megapíxeles y que podría grabar vídeo a 1080p H.264 a 30 fotogramas por segundo. Finalmente el módulo se puso a la venta el 14 de mayo de 2013 en los principales proveedores. Las dimensiones del módulo son 25 x 20 x 9 mm. Para poder hacer uso de él, se tiene que activar en el menú raspi-config de Raspbian. Más tarde, a finales de octubre de 2013 se puso a la venta un módulo de cámara de infrarrojos.

### Reloj
A fin de ahorrar costo económico y costo de espacio de dispositivo, los Raspberry Pi no poseen un reloj interno que conserve la hora y fecha al ser apagados: para ello cada sistema operativo hace uso del Protocolo de Tiempo de Red, de lo contrario la fecha mínima por defecto almacenada es 30 de noviembre de 1999. Por ello otros fabricantes han diseñado pequeñas tarjetas con un chip DS1302 y una batería de litio modelo CR2032 que conectan por medio de puerto GPIO y con la carga previa en memoria del software controlador para dicho dispositivo consultan la fecha y hora al arrancar y luego cada cierto tiempo durante su funcionamiento.

### Otros accesorios
Periféricos y carcasas son comercializados por empresas ajenas a la fundación. Por ejemplo la Gertboard, que ha sido creada con propósito educativo, sirve para hacer uso del puerto GPIO y poder interactuar con ledes, interruptores, señales analógicas, sensores, y otros dispositivos. También incluye un controlador opcional para Arduino para poder interactuar con el Raspberry Pi.

## Comunidad
La comunidad de Raspberry Pi fue descrita por Jamie Ayre de la compañía AdaCore ligada a FLOSS como una de las partes más emocionantes del proyecto. El bloguero de la comunidad Russell Davis, dijo que gracias a la fuerza de la comunidad, la fundación puede concentrarse en la documentación y la enseñanza.
Se han venido realizando una serie de eventos llamados 'Raspberry Jam', dirigidos por Alan O’Donohoe y organizados en el Reino Unido, y en otras partes del mundo, para involucrar a la gente con la comunidad.
Desde mayo de 2012 es publicada mensualmente una revista gratuita llamada MagPi, que se dedica divulgar información acerca del Raspberry Pi, e incluye proyectos que se pueden desarrollar con él y cursos de programación de diferentes lenguajes. Es publicada mediante licencia Creative Commons BY-SA-NC.
El 2 de agosto de 2012, se añadió al foro oficial de la fundación los subforos en español, portugués y alemán (el de francés ya llevaba tiempo creado).
El 17 de diciembre de 2012, junto a la versión 2012-12-16-wheezy-raspbian de Raspbian, se lanzó la tienda de aplicaciones "Pi Store", que en el momento de salida incluía desde aplicaciones como LibreOffice o Asterisk a juegos como Freeciv o OpenTTD. En esta plataforma se puede poner a disposición de todos los usuarios de Raspbian, mediante moderación y posterior lanzamiento, contenidos gratuitos o de pago, como archivos binarios, código python, imágenes, audio o vídeo. Además se quiere incluir documentación acerca del Raspberry Pi como la revista MagPi y tutoriales de proyectos.

## Recepción e influencia

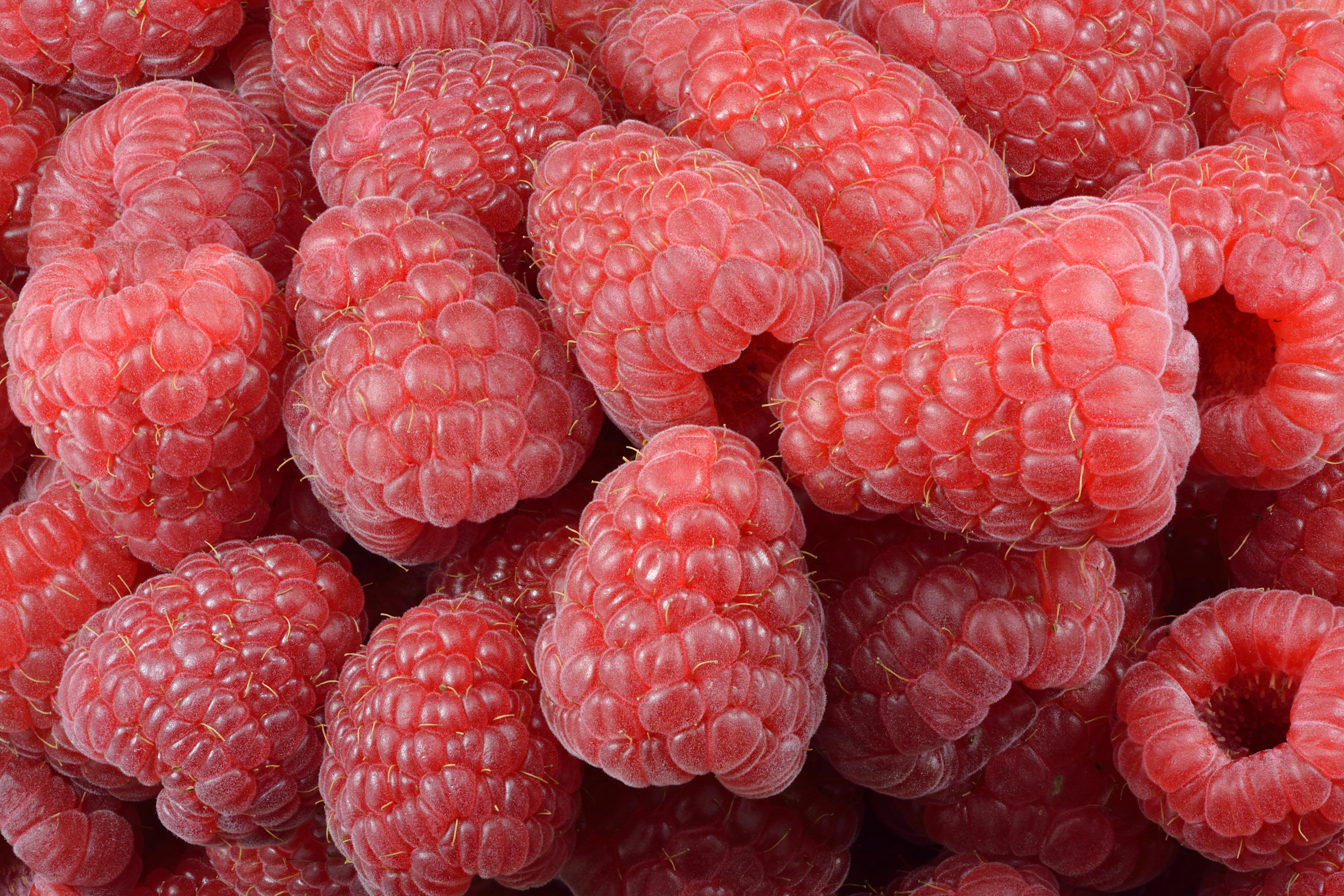
El logotipo de la fundación Raspberry Pi es una frambuesa

El redactor técnico Glyn Moody describió el proyecto en mayo de 2011 como un “potencial BBC Micro 2.0”, no para reemplazar a los ordenadores personales sino como algo suplementario. Alex Hope, coautor de Next Gen Report, sentía esperanzas de que el Raspberry Pi animaría a los niños a aprender a programar, en vez de a usar aplicaciones ya creadas. El coautor Ian Livingstone sugirió que la BBC podría involucrarse en el proyecto, con la posibilidad de hacerlo llamar “BBC Nano”. Chris Williams que escribe en The Register, ve la inclusión de lenguajes de programación como Kids Ruby, Scratch y Basic como un “buen comienzo” para dar a los niños habilidades que necesitarán en el futuro, pero que habrá que ver cómo de efectivo será su uso. El Centro de la historia de la computación da un fuerte apoyo al proyecto y sugiere que podría “marcar el comienzo de una nueva era”. Antes del lanzamiento del Raspberry Pi, la placa fue mostrada por el CEO de ARM, Warren East, en un evento en Cambridge, haciendo referencia a la filosofía de Google de mejorar la enseñanza de ciencias y tecnología de la computación en el Reino Unido.
Harry Fairhead sugiere que se tendría que dar más énfasis en mejorar el software educativo en el hardware actual, usando herramientas como Google App Inventor, para volver a enseñar programación en las escuelas, en vez de sacar nuevos sistemas. Simon Rockman, que escribe en el blog ZDNet opinaba que los adolescentes tienen “mejores cosas que hacer”, a pesar de lo que ocurrió en los 1980.
Otros proyectos de código abierto han criticado que hubiera poca documentación sobre el hardware (en la sección de preguntas frecuentes de la web de Raspberry Pi se explica que no se va a lanzar la hoja de datos ('datasheet') completa para el SoC BCM2835), lo cual permitiría portar otros sistemas operativos al Raspberry Pi fácilmente.
En octubre de 2012 el Raspberry Pi ganó el premio T3 “Innovación del año”, y el British Computer Museum, después del anuncio de que se iba a doblar la memoria RAM del Raspberry Pi, declaró que “esto es algo a lo que definitivamente queremos hincarle el diente”.

## Usos
- En enero de 2012, encuestas hechas en el Reino Unido acerca de la penetración en las aulas de Raspberry Pi concluyeron que por cada placa que había en un colegio público, había cinco en colegios privados. Por ello se espera que en un futuro empresas patrocinen la adquisición de placas en colegios públicos.[19]
- En marzo de 2012 el CEO de Premier Farnell declaró que el gobierno de un país de medio oriente expresó interés en proveer una placa a cada chica estudiante, con el objetivo de mejorar sus expectativas de empleo en el futuro.[138][139]
- A finales de enero de 2013, se dio a conocer que Google, junto con la ayuda de otros 6 socios, repartiría 15.000 placas entre estudiantes del Reino Unido que mostraran motivación por la informática.[140]
- En junio de 2014, la empresa TECHBASE, fabricante polaco de automatización industrial diseñó el primer ordenador industrial del mundo basado en el Compute module de Rapberry Pi, llamado ModBerry. El dispositivo tiene numerosas interfaces, especialmente puertos seriales RS-485/232, entradas y salidas digitales y analógicas, interfaces CAN y 1-Wire, los cuales son ampliamente utilizados en la industria de automatización. El diseño permite el uso del Compute Module en entornos industriales exigentes, lo que lleva a la conclusión de que Raspberry Pi no se limita solamente a proyectos de hogar y ciencias, sino que puede ser ampliamente utilizado como solución IoT de manera industrial y alcanzar los objetivos de la Industria 4.0.[141]
- En noviembre de 2018 se comenzó a adaptar las Raspberry Pi Zero W dentro de las cavidades de bahía extraíble de la mayoría de los ordenadores portátiles por medio de una adaptador plástico impreso en 3D.[142] Aunque solo obtiene energía del computador portátil, la Raspberry se conecta de manera inalámbrica por medio de Wifi y tiene una pequeña pantalla que indica la dirección IP, entre otras métricas; de esta manera se tiene un banco de trabajo práctico para diversos trabajos de campos.